# إلماس
إلماس، (بالإنجليزية: Elmas)، (سردينيا: Su Masu)، هي بلدية في كالياري، في منطقة سردينيا الإيطالية، وتقع على بعد حوالي 8 كيلومترات (5 ميل) شمال غرب كالياري.

## المناخ
يظهر الجدول التالي التغييرات المناخية على مدار السنة لإلماس:
| البيانات المناخية لـElmas-كالياري (Elmas Airport), elevation: 5 م أو 16 قدم, 1981-2010 normals and extremes | البيانات المناخية لـElmas-كالياري (Elmas Airport), elevation: 5 م أو 16 قدم, 1981-2010 normals and extremes | البيانات المناخية لـElmas-كالياري (Elmas Airport), elevation: 5 م أو 16 قدم, 1981-2010 normals and extremes | البيانات المناخية لـElmas-كالياري (Elmas Airport), elevation: 5 م أو 16 قدم, 1981-2010 normals and extremes | البيانات المناخية لـElmas-كالياري (Elmas Airport), elevation: 5 م أو 16 قدم, 1981-2010 normals and extremes | البيانات المناخية لـElmas-كالياري (Elmas Airport), elevation: 5 م أو 16 قدم, 1981-2010 normals and extremes | البيانات المناخية لـElmas-كالياري (Elmas Airport), elevation: 5 م أو 16 قدم, 1981-2010 normals and extremes | البيانات المناخية لـElmas-كالياري (Elmas Airport), elevation: 5 م أو 16 قدم, 1981-2010 normals and extremes | البيانات المناخية لـElmas-كالياري (Elmas Airport), elevation: 5 م أو 16 قدم, 1981-2010 normals and extremes | البيانات المناخية لـElmas-كالياري (Elmas Airport), elevation: 5 م أو 16 قدم, 1981-2010 normals and extremes | البيانات المناخية لـElmas-كالياري (Elmas Airport), elevation: 5 م أو 16 قدم, 1981-2010 normals and extremes | البيانات المناخية لـElmas-كالياري (Elmas Airport), elevation: 5 م أو 16 قدم, 1981-2010 normals and extremes | البيانات المناخية لـElmas-كالياري (Elmas Airport), elevation: 5 م أو 16 قدم, 1981-2010 normals and extremes | البيانات المناخية لـElmas-كالياري (Elmas Airport), elevation: 5 م أو 16 قدم, 1981-2010 normals and extremes |
| الشهر | يناير | فبراير | مارس | أبريل | مايو | يونيو | يوليو | أغسطس | سبتمبر | أكتوبر | نوفمبر | ديسمبر | المعدل السنوي                                                                                               |
| --- | --- | --- | --- | --- | --- | --- | --- | --- | --- | --- | --- | --- | --- |
| الدرجة القصوى °م (°ف)                                                                                       | 21.0 (69.8)                                                                                                 | 22.4 (72.3)                                                                                                 | 26.2 (79.2)                                                                                                 | 29.0 (84.2)                                                                                                 | 34.6 (94.3)                                                                                                 | 39.0 (102.2)                                                                                                | 43.6 (110.5)                                                                                                | 41.4 (106.5)                                                                                                | 35.4 (95.7)                                                                                                 | 31.8 (89.2)                                                                                                 | 26.4 (79.5)                                                                                                 | 23.4 (74.1)                                                                                                 | 43.6 (110.5)                                                                                                |
| متوسط درجة الحرارة الكبرى °م (°ف)                                                                           | 14.4 (57.9)                                                                                                 | 15.0 (59.0)                                                                                                 | 17.1 (62.8)                                                                                                 | 19.5 (67.1)                                                                                                 | 23.8 (74.8)                                                                                                 | 28.2 (82.8)                                                                                                 | 31.4 (88.5)                                                                                                 | 31.7 (89.1)                                                                                                 | 27.9 (82.2)                                                                                                 | 23.7 (74.7)                                                                                                 | 18.8 (65.8)                                                                                                 | 15.5 (59.9)                                                                                                 | 22.3 (72.1)                                                                                                 |
| المتوسط اليومي °م (°ف)                                                                                      | 9.9 (49.8)                                                                                                  | 10.2 (50.4)                                                                                                 | 12.1 (53.8)                                                                                                 | 14.5 (58.1)                                                                                                 | 18.4 (65.1)                                                                                                 | 22.5 (72.5)                                                                                                 | 25.6 (78.1)                                                                                                 | 25.9 (78.6)                                                                                                 | 22.7 (72.9)                                                                                                 | 18.9 (66.0)                                                                                                 | 14.3 (57.7)                                                                                                 | 11.1 (52.0)                                                                                                 | 17.2 (63.0)                                                                                                 |
| متوسط درجة الحرارة الصغرى °م (°ف)                                                                           | 5.4 (41.7)                                                                                                  | 5.5 (41.9)                                                                                                  | 7.2 (45.0)                                                                                                  | 9.4 (48.9)                                                                                                  | 13.1 (55.6)                                                                                                 | 16.8 (62.2)                                                                                                 | 19.7 (67.5)                                                                                                 | 20.2 (68.4)                                                                                                 | 17.5 (63.5)                                                                                                 | 14.1 (57.4)                                                                                                 | 9.9 (49.8)                                                                                                  | 6.8 (44.2)                                                                                                  | 12.2 (54.0)                                                                                                 |
| أدنى درجة حرارة °م (°ف)                                                                                     | −4.8 (23.4)                                                                                                 | −3.0 (26.6)                                                                                                 | −2.2 (28.0)                                                                                                 | −0.4 (31.3)                                                                                                 | 4.8 (40.6)                                                                                                  | 8.8 (47.8)                                                                                                  | 11.8 (53.2)                                                                                                 | 12.6 (54.7)                                                                                                 | 9.0 (48.2)                                                                                                  | 5.0 (41.0)                                                                                                  | −2.0 (28.4)                                                                                                 | −3.4 (25.9)                                                                                                 | −4.8 (23.4)                                                                                                 |
| الهطول مم (إنش)                                                                                             | 40.7 (1.60)                                                                                                 | 40.4 (1.59)                                                                                                 | 33.6 (1.32)                                                                                                 | 42.2 (1.66)                                                                                                 | 20.7 (0.81)                                                                                                 | 10.0 (0.39)                                                                                                 | 3.1 (0.12)                                                                                                  | 7.5 (0.30)                                                                                                  | 35.7 (1.41)                                                                                                 | 49.1 (1.93)                                                                                                 | 62.7 (2.47)                                                                                                 | 49.6 (1.95)                                                                                                 | 395.3 (15.55)                                                                                               |
| متوسط أيام هطول الأمطار (≥ 1.0 mm)                                                                          | 7 | 6 | 6 | 7 | 4 | 2 | 1 | 1 | 5 | 6 | 8 | 8 | 61 |
| متوسط الرطوبة النسبية (%)                                                                                   | 79 | 77 | 75 | 73 | 71 | 67 | 65 | 65 | 71 | 77 | 79 | 80 | 73 |
| ساعات سطوع الشمس الشهرية                                                                                    | 150 | 163 | 209 | 218 | 270 | 311 | 342 | 321 | 243 | 209 | 150 | 127 | 2٬726 |
| المصدر: Meteo Climat, Servizio Meteorologico and WeatherBase                                                | | | | | | | | | | | | | |

| البيانات المناخية لـElmas-كالياري (Elmas Airport), elevation: 5 م أو 16 قدم, 1971-2000 normals | البيانات المناخية لـElmas-كالياري (Elmas Airport), elevation: 5 م أو 16 قدم, 1971-2000 normals | البيانات المناخية لـElmas-كالياري (Elmas Airport), elevation: 5 م أو 16 قدم, 1971-2000 normals | البيانات المناخية لـElmas-كالياري (Elmas Airport), elevation: 5 م أو 16 قدم, 1971-2000 normals | البيانات المناخية لـElmas-كالياري (Elmas Airport), elevation: 5 م أو 16 قدم, 1971-2000 normals | البيانات المناخية لـElmas-كالياري (Elmas Airport), elevation: 5 م أو 16 قدم, 1971-2000 normals | البيانات المناخية لـElmas-كالياري (Elmas Airport), elevation: 5 م أو 16 قدم, 1971-2000 normals | البيانات المناخية لـElmas-كالياري (Elmas Airport), elevation: 5 م أو 16 قدم, 1971-2000 normals | البيانات المناخية لـElmas-كالياري (Elmas Airport), elevation: 5 م أو 16 قدم, 1971-2000 normals | البيانات المناخية لـElmas-كالياري (Elmas Airport), elevation: 5 م أو 16 قدم, 1971-2000 normals | البيانات المناخية لـElmas-كالياري (Elmas Airport), elevation: 5 م أو 16 قدم, 1971-2000 normals | البيانات المناخية لـElmas-كالياري (Elmas Airport), elevation: 5 م أو 16 قدم, 1971-2000 normals | البيانات المناخية لـElmas-كالياري (Elmas Airport), elevation: 5 م أو 16 قدم, 1971-2000 normals | البيانات المناخية لـElmas-كالياري (Elmas Airport), elevation: 5 م أو 16 قدم, 1971-2000 normals |
| الشهر                                                                                          | يناير                                                                                          | فبراير                                                                                         | مارس                                                                                           | أبريل                                                                                          | مايو                                                                                           | يونيو                                                                                          | يوليو                                                                                          | أغسطس                                                                                          | سبتمبر                                                                                         | أكتوبر                                                                                         | نوفمبر                                                                                         | ديسمبر                                                                                         | المعدل السنوي                                                                                  |
| ---------------------------------------------------------------------------------------------- | ---------------------------------------------------------------------------------------------- | ---------------------------------------------------------------------------------------------- | ---------------------------------------------------------------------------------------------- | ---------------------------------------------------------------------------------------------- | ---------------------------------------------------------------------------------------------- | ---------------------------------------------------------------------------------------------- | ---------------------------------------------------------------------------------------------- | ---------------------------------------------------------------------------------------------- | ---------------------------------------------------------------------------------------------- | ---------------------------------------------------------------------------------------------- | ---------------------------------------------------------------------------------------------- | ---------------------------------------------------------------------------------------------- | ---------------------------------------------------------------------------------------------- |
| متوسط درجة الحرارة الكبرى °م (°ف)                                                              | 14.3 (57.7)                                                                                    | 14.8 (58.6)                                                                                    | 16.5 (61.7)                                                                                    | 18.6 (65.5)                                                                                    | 22.9 (73.2)                                                                                    | 27.3 (81.1)                                                                                    | 30.4 (86.7)                                                                                    | 30.8 (87.4)                                                                                    | 27.4 (81.3)                                                                                    | 23.1 (73.6)                                                                                    | 18.3 (64.9)                                                                                    | 15.4 (59.7)                                                                                    | 21.7 (71.1)                                                                                    |
| المتوسط اليومي °م (°ف)                                                                         | 9.9 (49.8)                                                                                     | 10.3 (50.5)                                                                                    | 11.8 (53.2)                                                                                    | 13.8 (56.8)                                                                                    | 17.7 (63.9)                                                                                    | 21.8 (71.2)                                                                                    | 24.7 (76.5)                                                                                    | 25.2 (77.4)                                                                                    | 22.3 (72.1)                                                                                    | 18.4 (65.1)                                                                                    | 13.8 (56.8)                                                                                    | 11.0 (51.8)                                                                                    | 16.7 (62.1)                                                                                    |
| متوسط درجة الحرارة الصغرى °م (°ف)                                                              | 5.5 (41.9)                                                                                     | 5.8 (42.4)                                                                                     | 7.1 (44.8)                                                                                     | 8.9 (48.0)                                                                                     | 12.4 (54.3)                                                                                    | 16.2 (61.2)                                                                                    | 18.9 (66.0)                                                                                    | 19.6 (67.3)                                                                                    | 17.1 (62.8)                                                                                    | 13.7 (56.7)                                                                                    | 9.3 (48.7)                                                                                     | 6.6 (43.9)                                                                                     | 11.8 (53.2)                                                                                    |
| الهطول مم (إنش)                                                                                | 49.7 (1.96)                                                                                    | 53.3 (2.10)                                                                                    | 40.4 (1.59)                                                                                    | 39.7 (1.56)                                                                                    | 26.1 (1.03)                                                                                    | 11.9 (0.47)                                                                                    | 4.1 (0.16)                                                                                     | 7.5 (0.30)                                                                                     | 34.9 (1.37)                                                                                    | 52.6 (2.07)                                                                                    | 58.4 (2.30)                                                                                    | 48.9 (1.93)                                                                                    | 428 (16.9)                                                                                     |
| متوسط أيام هطول الأمطار (≥ 1.0 mm)                                                             | 6.8                                                                                            | 6.8                                                                                            | 6.8                                                                                            | 7.0                                                                                            | 4.4                                                                                            | 2.1                                                                                            | 0.8                                                                                            | 1.3                                                                                            | 4.3                                                                                            | 6.5                                                                                            | 7.4                                                                                            | 7.4                                                                                            | 61.6                                                                                           |
| ساعات سطوع الشمس الشهرية                                                                       | 136.4                                                                                          | 139.2                                                                                          | 186.0                                                                                          | 213.0                                                                                          | 269.7                                                                                          | 288.0                                                                                          | 334.8                                                                                          | 310.0                                                                                          | 246.0                                                                                          | 198.4                                                                                          | 147.0                                                                                          | 127.1                                                                                          | 2٬596                                                                                          |
| المصدر: Servizio Meteorologico and مرصد هونغ كونغ ‏ (sunshine hours)                            |                                                                                                |                                                                                                |                                                                                                |                                                                                                |                                                                                                |                                                                                                |                                                                                                |                                                                                                |                                                                                                |                                                                                                |                                                                                                |                                                                                                |                                                                                                |

## السكان
في سنة 1861 بلغ عدد السكان 789 نسمة، وتطور العدد ليصل في سنة 2011 لـ 8٬949 نسمة.
يظهر هذا المخطط البياني تطور النمو السكاني لـ إلماس